# Meerhardtturm

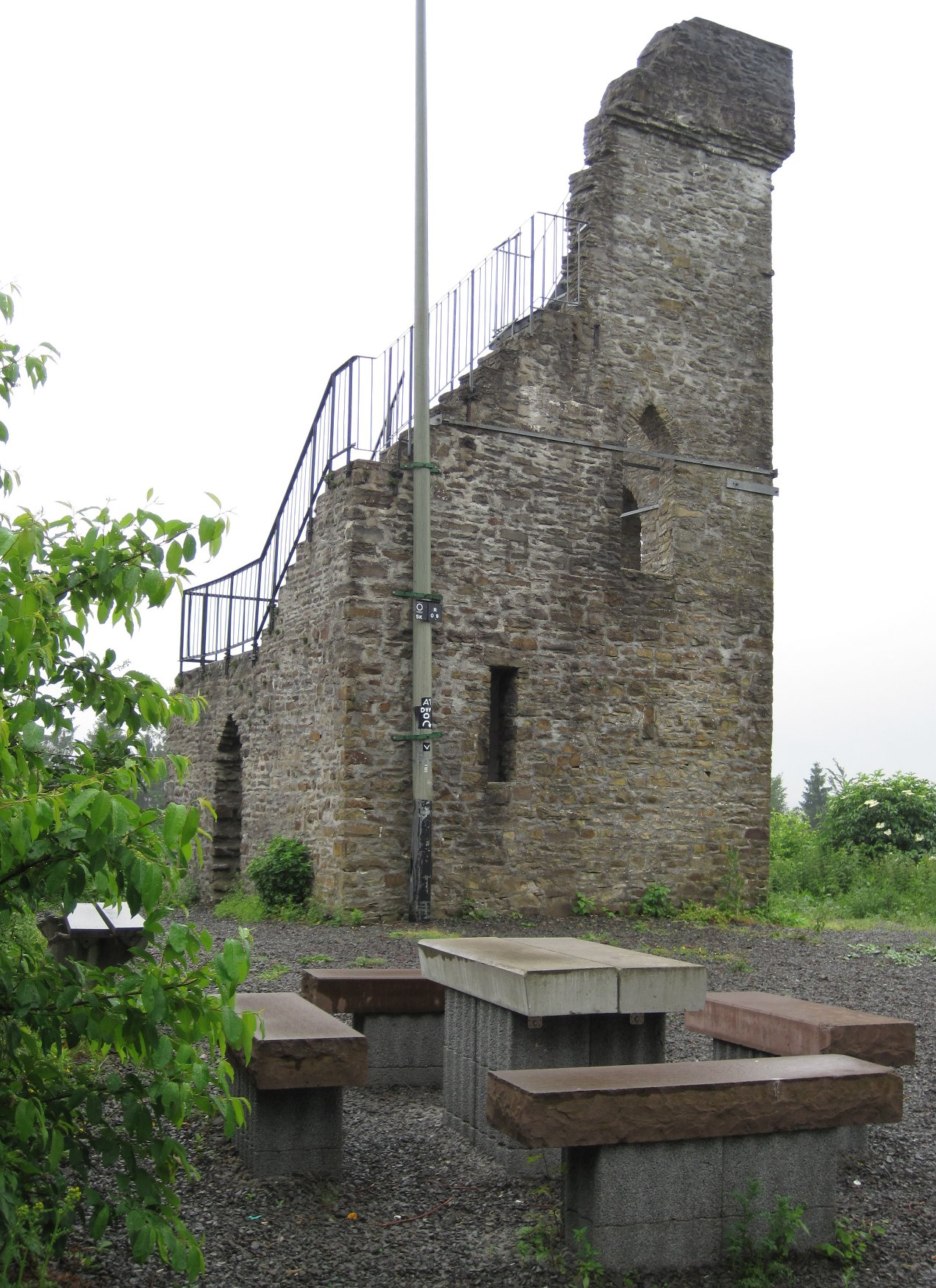
Meerhardtturm

Der Aussichtsturm Ruine Meerhardtfels, so die „offizielle“ Bezeichnung, ist eine Sehenswürdigkeit in Gummersbach-Dieringhausen im nordrhein-westfälischen Oberbergischen Kreis in Deutschland.
Der 1908 in der Gestalt einer künstlichen Ruine errichtete Turm erhebt sich auf der Anhöhe Meerhardt (291 m ü. NHN) und bietet einen Ausblick auf Dieringhausen und das Aggertal.
Die folgenden Daten entstammen dem Informationsmagazin „Dieringhausen und Umgebung“:

„Aus einem Brief der Stadt Gummersbach an den ‚Herrn Oberkreisdirektor’ vom 2. Februar 1987 geht folgendes hervor (Passagen in Anführungszeichen wörtlich zitiert): Erbaut wurde er vom Dieringhauser Maurermeister Prinz für den Gemeinnützigen Verein für Dieringhausen und Umgebung im neugotischen Stil aus Grauwackebruchstein. Seine Gestaltung steht ‚in der Tradition der Turmruinen englischer Landschaftsgärten des 18. und frühen 19. Jahrhunderts’ und knüpft wie diese an mittelalterliche Turmruinen an. Während die englischen ‚Landschaftsgärten vor allem Träger einer romantischen, sentimentalen Stimmung’ waren, so stellt der Meerhardtturm ‚eine ideelle Verbindung zwischen mittelalterlichem und Zweitem Deutschen Kaiserreich her.’ Das Meerhardttürmchen ist in der ehemaligen Preußischen Rheinprovinz außer einem abgebrochenen Exemplar in Bad Neuenahr der einzige noch nachweisbare Aussichtsturm in Gestalt einer Turmruine.“

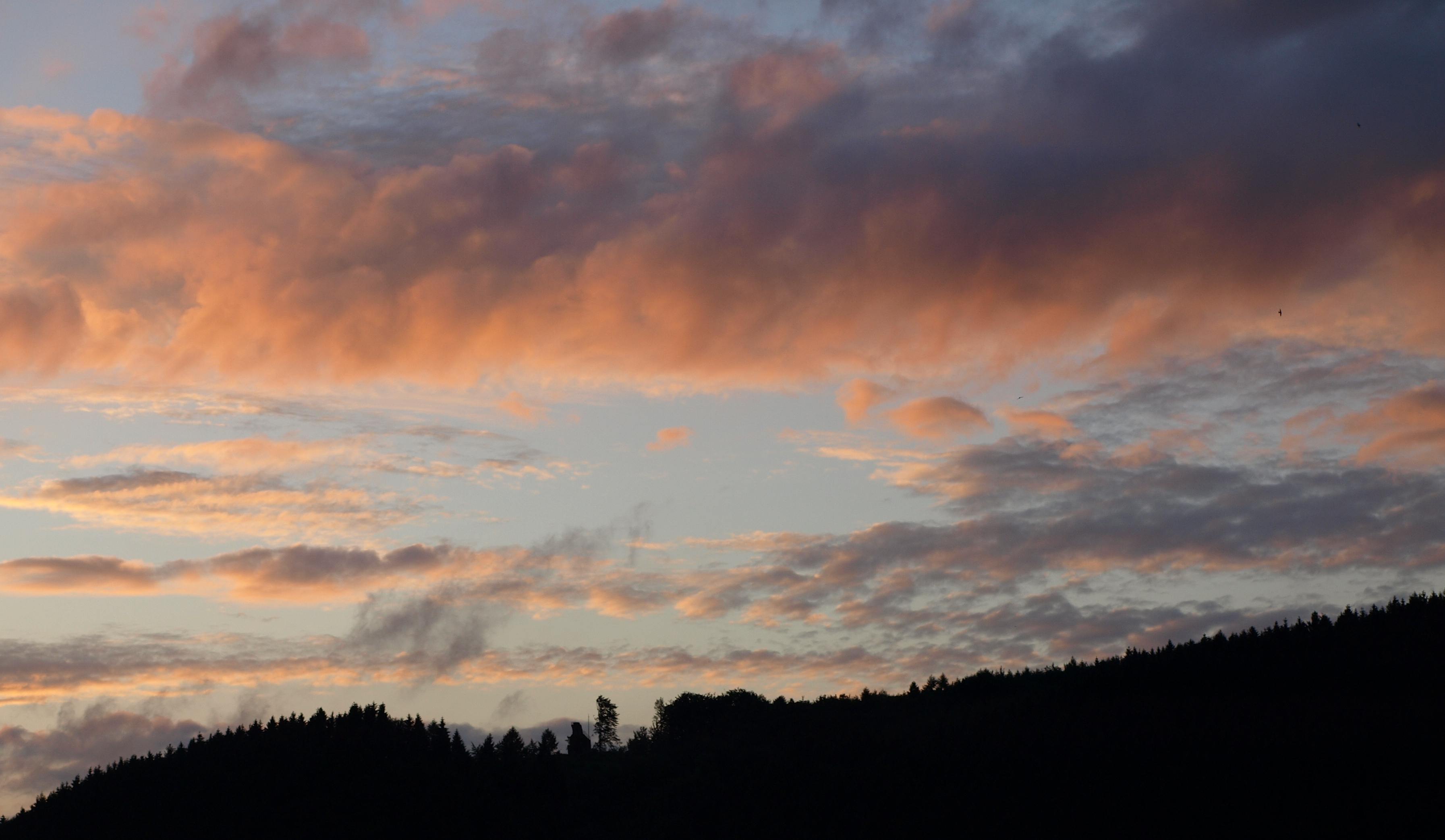
Blick auf den Meerhardtturm am Abend

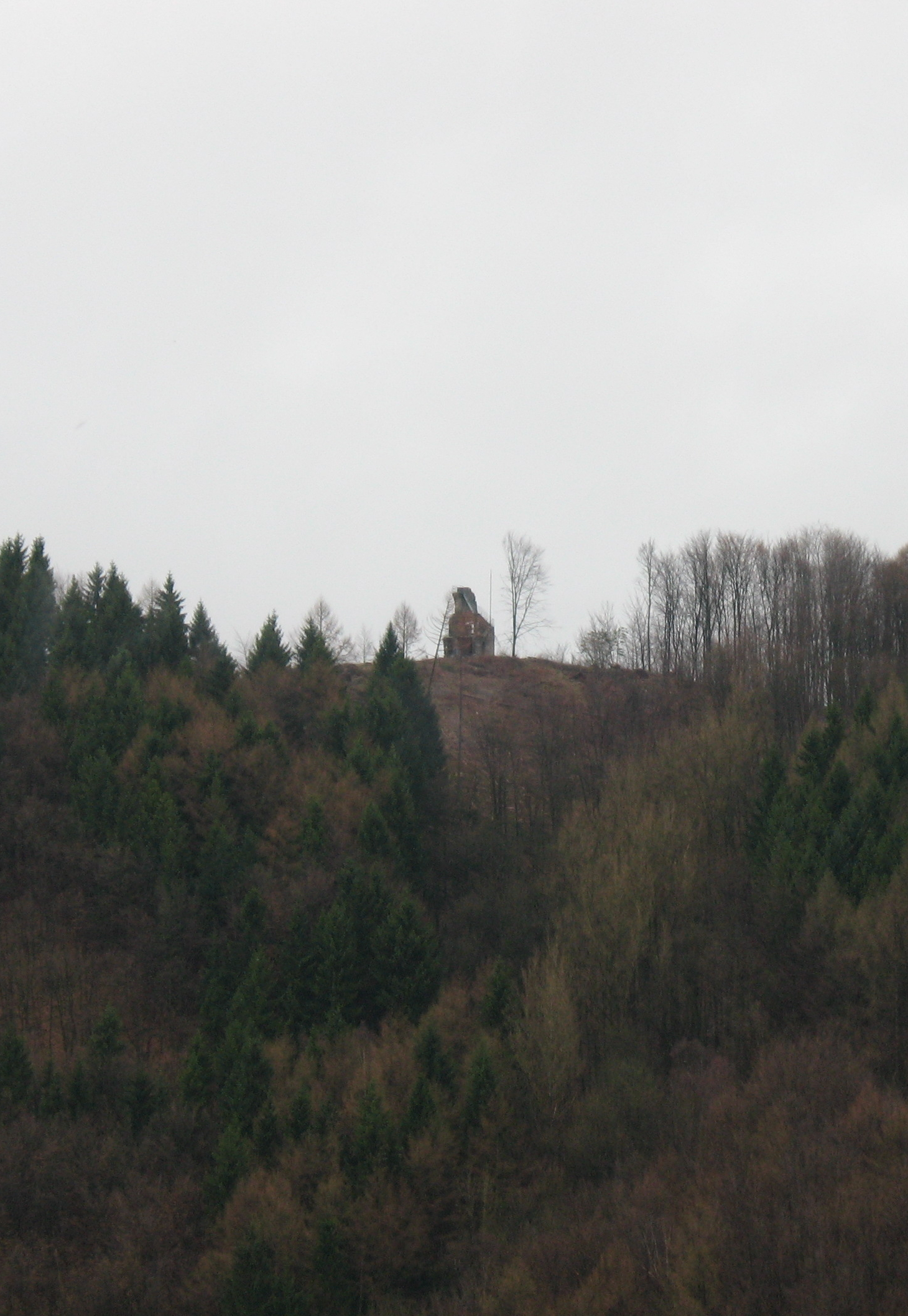
Blick von Dieringhausen auf den Meerhardtturm

Die Idee zum Bau des Turmes geht auf den Textilfabrikanten Karl Siebel zurück, der den Turm oberhalb seiner Fabrik erbauen wollte. Mündlich ist überliefert, dass er zunächst seine eigenen Betriebsmaurer beauftragte, die die nötigen Steine, mangels eigener Zufahrt zum Bauplatz, an Ort und Stelle brechen mussten. Im Mai 1906 wurden Eigentumsrechte an den ‚Gemeinnützigen Verein Dieringhausen und Umgebung’ übergeben, mit der Auflage zum Fertigbau. Den Auftrag dazu erhielt der oben erwähnte Maurermeister Prinz. Aus dessen Rechnung vom 21. August 1908 gehen Baukosten von 1511,09 Mark hervor. Seit 1976 steht der Meerhardtturm in der Denkmalliste der Stadt Gummersbach.
Den Aussichtsturm erreicht man auf dem kürzesten Weg über die im Volksmund so genannte Schwindsuchttreppe, die zwischen 1913 und 1920 als steile Treppe mit 64 Stufen gebaut wurde und die Dieringhauser Straße (B55) mit der Merhardtstraße verbindet. Sie wurde angelegt, als die Eisenbahntrasse von der heutigen B 55 an den Hang verlegt wurde.
Im Jahr 2003 wurde der Aussichtsturm von der Stadt Gummersbach, dem Gemeinnützigen Verein Dieringhausen und dem Dieringhauser Bauverein mit Unterstützung der Volksbank Oberberg renoviert.